# Crónica de los Años de Fuego
Crónica de los Años de Fuego ( en árabe: وقائع سنين الجمر‎, romanizado: Waqāʾiʿu sinīna l-jamri; manteniendo el significado "Crónica de los Años de las Brasas") es una película de drama histórica argelina, dirigida por Mohamed Lakhdar-Hamina. Está compuesta por seis capítulos: Les Années de Cendre, Les Années de Braise, Les Années de Feu, L'Année de la Charrette, L'Année de la Charge y Le 1 novembre 1954 y representa la Guerra de la Independencia de Argelia a través de los ojos de un campesino. Se estrenó en Francia a 26 de noviembre de 1975.
La película ganó el premio Palma de oro del año 1975 en el Festival de Cine de Cannes. También fue seleccionada como entrada argelina para Mejor Película Extranjera en la 48.ª edición de los Premios de la Academia, pero no fue aceptada como candidata.
El rodaje de la película se realizó en la ciudad de Laghouat, un oasis ubicado en el Sur argelino, en la ciudad de Sour El Ghozlane (ex Aumal), a 100 km al sur de Argel, así como sobre el lugar del mercado Ghardaïa.

## Sinopsis
La historia de la película comienza en 1939 y termina el 11 de noviembre de 1954 y, a través de los monumentos históricos, muestra que el 1 de noviembre de 1954 (la fecha del estallido de la revolución Argelina) no es un accidente de la historia, sino la culminación de un largo proceso de sufrimiento, de lucha, primero política y después militar, que comenzó el pueblo argelino contra el hecho consumado de la colonización francesa, comenzando con un aterrizaje en Sidi-Ferruch el 14 de junio de 1830

## Elenco
- - Mohammed Lakhdar-Hamina como contador de historias loco
  - Yorgo Voyagis como Ahmed
  - Cheikh Noureddine como Ami
  - François Maistre como contramestre de la carrera
  - Henry Czarniak
  - Hassan El Amir
  - Brahim Haggiag
  - Hassan El-Hassani
  - Leila Shenna como la chica
  - Yahia Benmabrouk
  - Hadj Smaine Mohamed Seghir
  - Sid Allí Kouiret
  - Larbi Zekkal

## Reacciones
En su exhibición en el Festival de cine de Cannes, Mohamed Lakhdar-Hamina fue amenazado de muerte por los ancianos de la Organización del Ejército Secreto nostálgicos de la Argelia francesa, Michel Poniatowski, ministro del Interior de la época, envío un escuadrón de seguridad para la protección de Lakhdar-Hamina, y sus tres hijos presentes en el festival.